# El insulto (película)
El insulto (en francés: L'insulte; en árabe: ٢٣ قضية رقم‎, romanizado: Qadiyya raqm 23, lit. 'Fallo No. 23') es una película de drama libanesa de 2017 dirigida por Ziad Doueiri y coescrita por Doueiri y Joelle Touma. Se proyectó en el 74.º Festival Internacional de Cine de Venecia. En Venecia, Kamel El Basha ganó la Copa Volpi como mejor actor. Fue nominado para el Oscar de mejor película de lengua extranjera.

## Argumento
Una  discusión surgida de un incidente trivial lleva al  cristiano libanés Tony (Adel Karam) y al refugiado palestino Yasser (Kamel El Basha) a intercambiar duras palabras después de que Yasser intentara reparar una tubería de desagüe en el balcón de Tony. Las consecuencias conducen a la violencia, a los enfrentamientos ante la justicia llegando a convertirse en un caso nacional que reabre viejas heridas y causa la guerra.
Cada uno de los dos protagonistas se vio afectado por un evento histórico traumático en su juventud: la masacre de Damour en el caso de Tony  y el Septiembre Negro en Jordania en el caso de Yasser. Además, hay referencias a Bachir Gemayel y Ariel Sharón, como personajes destacados de la guerra civil libanesa.

## Reparto
- Adel Karam: Tony Hanna
- Kamel El Basha: Yasser Abdallah Salameh
- Rita Hayek: Shirine Hanna
- Camille Salameh: Wajdi Wehbe
- Diamand Bou Abboud: Nadine Wehbe
- Talal Jurdi: Talal
- Christine Choueiri: Manal Salameh
- Julia Kassar: Juez Colette Mansour
- Rifaat Torbey: Samir Geagea
- Carlos Chahine: Juez Chahine